# Bülent Yavuz
Bülent Yavuz (Ankara, 1950 – 2021. március 20.) török nemzetközi labdarúgó-játékvezető.

## Pályafutása

### Nemzeti játékvezetés
1988-ban lett az I. Liga játékvezetője. Az aktív nemzeti játékvezetéstől 1997-ben vonult vissza. Első ligás mérkőzéseinek száma: 99.

#### Nemzeti kupamérkőzések
Vezetett Kupa-döntők száma: 4.

##### Török-kupa
| Időpont           | Helyszín                         | Mérkőzés típusa        | Mérkőzés                   | Eredmény |
| ----------------- | -------------------------------- | ---------------------- | -------------------------- | -------- |
| 1992. április 29. | Stadion, Trabzon                 | döntő második mérkőzés | Trabzonspor–Bursaspor      | 5 – 1    |
| 1993. március 24. | Marcel Saupin Stadion, Isztambul | döntő első mérkőzés    | Galatasaray SK–Beşiktaş JK | 1 – 0    |
| 1994. április 6.  | Ali Sami Yen Stadion, Isztambul  | döntő első mérkőzés    | Galatasaray SK–Beşiktaş JK | 0 – 0    |

##### Szuperkupa
| Időpont         | Helyszín                  | Mérkőzés típusa | Mérkőzés                   | Eredmény |
| --------------- | ------------------------- | --------------- | -------------------------- | -------- |
| 1994. május 22. | Május 19. Stadion, Ankara | döntő           | Galatasaray SK–Beşiktaş JK | 1 – 3    |

### Nemzetközi játékvezetés
A Török labdarúgó-szövetség Játékvezető Bizottsága (JB) terjesztette fel nemzetközi játékvezetőnek, a Nemzetközi Labdarúgó-szövetség (FIFA) 1990-től tartotta nyilván bírói keretében. Több nemzetek közötti válogatott és klubmérkőzést vezetett. Az aktív nemzetközi játékvezetéstől 1995-ben a FIFA 45 éves korhatárát elérve búcsúzott.

## Sportvezetőként
A Török labdarúgó-szövetség (TFF) Játékvezető Bizottságának elnöke.

## Magyar vonatkozás
| Időpont           | Helyszín             | Mérkőzés típusa              | Mérkőzés                | Eredmény | Nézők száma |
| ----------------- | -------------------- | ---------------------------- | ----------------------- | -------- | ----------- |
| 1993. április 15. | Népstadion, Budapest | felkészülési (675. mérkőzés) | Magyarország–Svédország | 0 – 2    | 3000        |